# Sint-Antoniuskliniek
De Sint-Antoniuskliniek was een katholiek ziekenhuis in de Belgische stad Kortrijk. De Sint-Antoniuskliniek werd gesticht in 1888. Het was van meet af aan een privaat ziekenhuis, in tegenstelling tot het Onze Lieve Vrouwehospitaal, dat een OCMW-ziekenhuis was. De kliniek bevindt zich in de Sint-Janswijk.

## Geschiedenis
De Sint-Antoniuskliniek werd in 1888 gesticht door de chirurg Jan Emiel Lauwers. Het was toen de tweede particuliere kliniek te Kortrijk, na de Heilig-Hartkliniek aan de Budastraat. In deze kliniek verschenen in Kortrijk voor het eerst lekenverpleegsters (tot
dan waren het alleen kloosterzusters). Vanaf 1978 werden er in het ziekenhuis geen patiënten meer opgenomen. Op 12 mei 1979 werd er het rustoord Dr. Emiel Lauwers officieel geopend.
Later werden de gebouwen overgekocht door "De Korenbloem". Het geheel werd gesloopt en er werd een nieuwbouw gezet.